# Coupe de l'EHF féminine 2012-2013
Navigation
Coupe de l'EHF 2011-2012 Coupe de l'EHF 2013-2014
La coupe de l'EHF 2012-2013 est la trente-deuxième édition de la coupe de l'EHF féminine, compétition de handball créée en 1981 et organisée par l'EHF.
La compétition est remportée par le club danois du Team Tvis Holstebro, vainqueur en finale du club français du Metz Handball.

## Formule
La coupe de l'EHF est aussi appelée la C3. Il faut pour chaque équipe engagée franchir les sept tours de l’épreuve pour brandir le trophée. Toutes les rencontres se déroulent en matchs aller-retour.
La coupe de l'EHF intègre vingt équipes qualifiées par leurs fédérations nationales lors du troisième tour et quatre autres équipes issues d’un tour de qualification à huit équipes. Elle est généralement considérée comme la seconde coupe d’Europe en termes de niveau de jeu.

## Équipes qualifiées
Vingt-quatre équipes sont qualifiées pour le premier tour :
| Club | Nation                          | Club | Nation              | Club | Nation                      |
| ---- | ------------------------------- | ---- | ------------------- | ---- | --------------------------- |
|      | Fémina Visé                     |      | RK Borac Banja Luka |      | HC Gorodnichanka            |
|      | HSC Veliko Tarnovo              |      | RK Zelina           |      | DHC Sokol Poruba            |
|      | Team Tvis Holstebro             |      | BM Alcobendas       |      | Valencia Aicequip           |
|      | GAS Megas Alexandros Giannitson |      | ETV-Erdi VSE        |      | Fram Reykjavik              |
|      | Valur Reykjavik                 |      | Bnei Hertzeliya     |      | Maccabi Arazim Ramat Gan    |
|      | HC Teramo                       |      | HC Sassari          |      | KHF Prishtina               |
|      | WHC Biseri                      |      | Tertnes Bergen      |      | KGHM Metraco Zaglebie Lubin |
|      | HC Dunărea Brăila               |      | HC Astrakhanochka   |      | HC Karpaty Oujhorod         |

De plus, vingt autres équipes sont directement qualifiées pour le deuxième tour :
| Club              | Nation | Club                    | Nation | Club                  | Nation |
| ----------------- | ------ | ----------------------- | ------ | --------------------- | ------ |
| HC Lada Togliatti |        | Le Havre AC             |        | BNTU-BelAZ Minsk Reg. |        |
| AC Latsia         |        | FC Midtjylland          |        | SD Itxako             |        |
| Metz Handball     |        | Francfort HC            |        | AC Loux Patras        |        |
| Siófok KC         |        | ŽRK Vardar Skopje       |        | Westfriesland SEW     |        |
| Juve Lis          |        | HC Zalău                |        | Kouban Krasnodar      |        |
| RK GEN-I Zagorje  |        | ŽRK Radnički Kragujevac |        | Spono Nottwil         |        |
| Lugi HB           |        | Çankaya BSK             |        | HC Karpaty Oujhorod   |        |

À noter que le HC Lada Togliatti est tenant du titre et Le Havre AC a remporté la Coupe Challenge 2011-2012.

## Résultats

### Premier tour
Le tirage au sort a eu lieu le 24 juillet 2012 à Vienne. Le club italien de HC Teramo a déclaré forfait, ce qui qualifie le club espagnol de BM Alcobendas sans jouer.
| Date Aller      | Heure Aller | Nation | Club                            | Aller   | Total   | Retour  | Club                | Nation | Date Retour     | Heure Retour |
| --------------- | ----------- | ------ | ------------------------------- | ------- | ------- | ------- | ------------------- | ------ | --------------- | ------------ |
| 9 octobre 2012  | 18h00       |        | HC Teramo                       | forfait | forfait | forfait | BM Alcobendas       |        | 9 octobre 2012  | 19h00        |
| 12 octobre 2012 | 18h00       |        | HC Gorodnichanka                | 25 - 46 | 48 - 77 | 23 - 31 | ETV-Erdi VSE        |        | 14 octobre 2012 | 15h30        |
| 13 octobre 2012 | 18h00       |        | GAS Megas Alexandros Giannitson | 27 - 27 | 49 - 49 | 22 - 22 | KHF Prishtina       |        | 20 octobre 2012 | 17h00        |
| 13 octobre 2012 | 18h00       |        | HC Karpaty Oujhorod             | 34 - 17 | 74 - 45 | 40 - 28 | HSC Veliko Tarnovo  |        | 20 octobre 2012 | 18h00        |
| 14 octobre 2012 | 19h00       |        | DHC Sokol Poruba                | 23 - 23 | 52 - 59 | 29 - 36 | HC Astrakhanochka   |        | 20 octobre 2012 | 14h00        |
| 14 octobre 2012 | 17h00       |        | KGHM Metraco Zaglebie Lubin     | 22 - 18 | 43 - 37 | 21 - 19 | RK Zelina           |        | 20 octobre 2012 | 19h00        |
| 19 octobre 2012 | 19h30       |        | Valencia Aicequip               | 22 - 27 | 44 - 63 | 22 - 37 | Valur Reykjavik     |        | 21 octobre 2012 | 12h30        |
| 20 octobre 2012 | 11h00       |        | HC Dunărea Brăila               | 39 - 14 | 72 - 29 | 33 - 15 | WHC Biseri          |        | 21 octobre 2012 | 11h00        |
| 20 octobre 2012 | 14h00       |        | Team Tvis Holstebro             | 54 - 22 | 96 - 47 | 42 - 25 | RK Borac Banja Luka |        | 21 octobre 2012 | 13h00        |
| 20 octobre 2012 | 16h00       |        | Tertnes Bergen                  | 35 - 21 | 53 - 42 | 18 - 21 | Fram Reykjavik      |        | 21 octobre 2012 | 16h00        |
| 20 octobre 2012 | 17h00       |        | HC Sassari                      | 30 - 24 | 63 - 49 | 33 - 25 | Bnei Hertzeliya     |        | 21 octobre 2012 | 19h00        |
| 20 octobre 2012 | 18h00       |        | Maccabi Arazim Ramat gan        | 21 - 41 | 44 - 82 | 23 - 41 | Fémina Visé         |        | 21 octobre 2012 | 18h00        |

### Deuxième tour
Le tirage au sort a eu lieu le 24 juillet 2012 à Vienne
| Date Aller       | Nation | Club                        | Aller   | Total   | Retour  | Club                    | Nation | Date Retour      |
| ---------------- | ------ | --------------------------- | ------- | ------- | ------- | ----------------------- | ------ | ---------------- |
| 2 novembre 2012  |        | HC Sassari                  | 0 - 10  | 0 - 20  | 0 - 10  | HC Lada Togliatti       |        | 2 novembre 2012  |
| 9 novembre 2012  |        | Valur Reykjavik             | 24 - 23 | 45 - 45 | 21 - 22 | HC Zalău                |        | 10 novembre 2012 |
| 10 novembre 2012 |        | A.C. Loux Patras            | 19 - 28 | 35 - 55 | 16 - 27 | ŽRK Vardar Skopje       |        | 11 novembre 2012 |
| 10 novembre 2012 |        | BM Alcobendas               | 14 - 37 | 32 - 74 | 18 - 37 | FC Midtjylland          |        | 11 novembre 2012 |
| 10 novembre 2012 |        | HC Astrakhanochka           | 41 - 28 | 63 - 59 | 22 - 31 | Siófok KC               |        | 17 novembre 2012 |
| 10 novembre 2012 |        | Tertnes Bergen              | 34 - 22 | 64 - 58 | 30 - 36 | Francfort HC            |        | 17 novembre 2012 |
| 10 novembre 2012 |        | KGHM Metraco Zaglebie Lubin | 30 - 29 | 55 - 53 | 25 - 24 | BNTU-BelAZ Minsk Reg.   |        | 18 novembre 2012 |
| 10 novembre 2012 |        | Westfriesland SEW           | 22 - 38 | 37 - 69 | 15 - 31 | Le Havre AC             |        | 18 novembre 2012 |
| 10 novembre 2012 |        | ETV-Erdi VSE                | 37 - 31 | 63 - 63 | 26 - 32 | Metz Handball           |        | 18 novembre 2012 |
| 10 novembre 2012 |        | HC Karpaty Oujhorod         | 31 - 22 | 54 - 55 | 23 - 33 | ŽRK Radnički Kragujevac |        | 18 novembre 2012 |
| 10 novembre 2012 |        | Lugi HB                     | 24 - 39 | 50 - 72 | 26 - 33 | Team Tvis Holstebro     |        | 18 novembre 2012 |
| 11 novembre 2012 |        | Kouban Krasnodar            | 28 - 22 | 52 - 51 | 24 - 29 | HC Dunărea Brăila       |        | 17 novembre 2012 |
| 11 novembre 2012 |        | RK GEN-I Zagorje            | 43 - 22 | 69 - 40 | 26 - 18 | KHF Prishtina           |        | 18 novembre 2012 |
| 17 novembre 2012 |        | Çankaya BSK                 | 31 - 21 | 73 - 46 | 42 - 25 | Fémina Visé             |        | 18 novembre 2012 |
| 17 novembre 2012 |        | SD Itxako                   | 33 - 23 | 73 - 41 | 40 - 18 | A.C. Latsia             |        | 18 novembre 2012 |
| 17 novembre 2012 |        | Juve Lis                    | 24 - 26 | 49 - 48 | 25 - 22 | Spono Nottwil           |        | 18 novembre 2012 |

## Huitièmes de finale
Le tirage au sort a eu lieu le 20 novembre 2012 à Vienne :
| Date Aller     | Heure Aller | Nation | Club                | Aller   | Total   | Retour  | Club                        | Nation | Date Retour     | Heure Retour |
| -------------- | ----------- | ------ | ------------------- | ------- | ------- | ------- | --------------------------- | ------ | --------------- | ------------ |
| 2 février 2013 | 18h00       |        | FC Midtjylland      | 31 - 28 | 59 - 50 | 28 - 22 | RK GEN-I Zagorje            |        | 3 février 2013  | 17h00        |
| 2 février 2013 | 20h00       |        | Metz Handball       | 29 - 28 | 53 - 50 | 24 - 22 | KGHM Metraco Zaglebie Lubin |        | 9 février 2013  | 20h00        |
| 2 février 2013 | 17h00       |        | ŽRK Vardar Skopje   | 30 - 28 | 47 - 50 | 17 - 22 | Kouban Krasnodar            |        | 9 février 2013  | 12h00        |
| 3 février 2013 | 13h00       |        | Team Tvis Holstebro | 24 - 19 | 54 - 49 | 30 - 30 | HC Lada Togliatti           |        | 10 février 2013 | 14h00        |
| 3 février 2013 | 18h00       |        | Tertnes Bergen      | 33 - 23 | 64 - 51 | 31 - 28 | Le Havre AC                 |        | 10 février 2013 | 17h00        |
| 9 février 2013 | 12h00       |        | HC Astrakhanochka   | 41 - 25 | 78 - 50 | 37 - 25 | ŽRK Radnički Kragujevac     |        | 10 février 2013 | 12h00        |
| 9 février 2013 | 14h00       |        | Çankaya BSK         | 37 - 24 | 60 - 60 | 23 - 36 | SD Itxako                   |        | 10 février 2013 | 14h00        |
| 9 février 2013 | 16h00       |        | HC Zalău            | 25 - 14 | 54 - 22 | 29 - 8  | Juve Lis                    |        | 10 février 2013 | 11h00        |

## Phase finale
Le tirage au sort a eu lieu le 12 février 2013 à Vienne (Autriche).
|  | Quarts de finale    | Quarts de finale    | Quarts de finale    | Quarts de finale    |                     |                     | Demi-finales | Demi-finales | Demi-finales | Demi-finales |  |  | Finale | Finale | Finale | Finale |
|  |                     |                     |                     |                     |                     |                     |              |              |              |              |  |  |        |        |        |        |
|  |                     |                     |                     |                     |                     |                     |              |              |              |              |  |  |        |        |        |        |
|  |                     |                     |                     |                     |                     |                     |              |              |              |              |  |  |        |        |        |        |
|  | FC Midtjylland      | FC Midtjylland      | 39                  | 26                  |                     |                     |              |              |              |              |  |  |        |        |        |        |
|  | FC Midtjylland      | FC Midtjylland      | 39                  | 26                  |                     |                     |              |              |              |              |  |  |        |        |        |        |
|  | Kouban Krasnodar    | Kouban Krasnodar    | 21                  | 22                  |                     |                     |              |              |              |              |  |  |        |        |        |        |
|  | Kouban Krasnodar    | Kouban Krasnodar    | 21                  | 22                  | FC Midtjylland      | FC Midtjylland      | 22           | 24           |              |              |  |  |        |        |        |        |
|  |                     |                     |                     |                     | FC Midtjylland      | FC Midtjylland      | 22           | 24           |              |              |  |  |        |        |        |        |
|  |                     |                     | Team Tvis Holstebro | Team Tvis Holstebro | 29                  | 18                  |              |              |              |              |  |  |        |        |        |        |
|  | Team Tvis Holstebro | Team Tvis Holstebro | Team Tvis Holstebro | Team Tvis Holstebro | 29                  | 18                  | 36           | 30           |              |              |  |  |        |        |        |        |
|  | Team Tvis Holstebro | Team Tvis Holstebro |                     |                     |                     |                     |              | 30           |              |              |  |  |        |        |        |        |
|  | Tertnes Bergen      | Tertnes Bergen      | 29                  | 33                  |                     |                     |              |              |              |              |  |  |        |        |        |        |
|  | Tertnes Bergen      | Tertnes Bergen      | 29                  | 33                  | Team Tvis Holstebro | Team Tvis Holstebro | 31           | 33           |              |              |  |  |        |        |        |        |
|  |                     |                     |                     |                     | Team Tvis Holstebro | Team Tvis Holstebro | 31           | 33           |              |              |  |  |        |        |        |        |
|  |                     |                     | Metz Handball       | Metz Handball       | 35                  | 28                  |              |              |              |              |  |  |        |        |        |        |
|  | HC Astrakhanochka   | HC Astrakhanochka   | Metz Handball       | Metz Handball       | 35                  | 28                  | 26           | 19           |              |              |  |  |        |        |        |        |
|  | HC Astrakhanochka   | HC Astrakhanochka   |                     |                     |                     |                     |              |              |              |              |  |  |        |        |        |        |
|  | Metz Handball       | Metz Handball       | 19                  | 33                  |                     |                     |              |              |              |              |  |  |        |        |        |        |
|  | Metz Handball       | Metz Handball       | 19                  | 33                  | Metz Handball       | Metz Handball       | 34           | 26           |              |              |  |  |        |        |        |        |
|  |                     |                     |                     |                     | Metz Handball       | Metz Handball       | 34           | 26           |              |              |  |  |        |        |        |        |
|  |                     |                     | HC Zalău            | HC Zalău            | 15                  | 21                  |              |              |              |              |  |  |        |        |        |        |
|  | SD Itxako           | SD Itxako           | HC Zalău            | HC Zalău            | 15                  | 21                  | 22           | 20           |              |              |  |  |        |        |        |        |
|  | SD Itxako           | SD Itxako           |                     |                     |                     |                     |              | 20           |              |              |  |  |        |        |        |        |
|  | HC Zalău            | HC Zalău            | 31                  | 39                  |                     |                     |              |              |              |              |  |  |        |        |        |        |
|  | HC Zalău            | HC Zalău            | 31                  | 39                  |                     |                     |              |              |              |              |  |  |        |        |        |        |
|  |                     |                     |                     |                     |                     |                     |              |              |              |              |  |  |        |        |        |        |

### Quarts de finale
| Date Aller   | Club                | Aller   | Total   | Retour  | Club             | Date Retour  |
| ------------ | ------------------- | ------- | ------- | ------- | ---------------- | ------------ |
| 9 mars 2013  | HC Astrakhanochka   | 26 - 19 | 45 - 52 | 19 - 33 | Metz Handball    | 16 mars 2013 |
| 10 mars 2013 | SD Itxako           | 22 - 31 | 42 - 70 | 20 - 39 | HC Zalău         | 11 mars 2013 |
| 9 mars 2013  | FC Midtjylland      | 39 - 21 | 65 - 43 | 26 - 22 | Kouban Krasnodar | 17 mars 2013 |
| 10 mars 2013 | Team Tvis Holstebro | 36 - 29 | 66 - 62 | 30 - 33 | Tertnes Bergen   | 17 mars 2013 |

### Demi-finales
| Date Aller   | Club           | Aller   | Total   | Retour  | Club                | Date Retour   |
| ------------ | -------------- | ------- | ------- | ------- | ------------------- | ------------- |
| 6 avril 2013 | FC Midtjylland | 22 - 29 | 46 - 47 | 24 - 18 | Team Tvis Holstebro | 13 avril 2013 |
| 7 avril 2013 | Metz Handball  | 34 - 15 | 60 - 36 | 26 - 21 | HC Zalău            | 14 avril 2013 |

### Finale
| Date Aller | Club                | Aller   | Total   | Retour  | Club          | Date Retour |
| ---------- | ------------------- | ------- | ------- | ------- | ------------- | ----------- |
| 5 mai 2013 | Team Tvis Holstebro | 31 - 35 | 64 - 63 | 33 - 28 | Metz Handball | 12 mai 2013 |

### Match aller
| 5 mai 2013 16 h 50 | Team Tvis Holstebro              | 31 - 35 | Metz Handball            | Gräkjaer Arena à Holstebro Affluence : 2 500 Arbitrage : Branka Maric, Zorica Masic |
| 5 mai 2013 16 h 50 | Ann Grete Norgaard-Osterballe 15 | (16-18) | Ekaterina Andriouchina 7 | Gräkjaer Arena à Holstebro Affluence : 2 500 Arbitrage : Branka Maric, Zorica Masic |
| 5 mai 2013 16 h 50 | ×3 ×2                            | Rapport | ×3 ×5                    | Gräkjaer Arena à Holstebro Affluence : 2 500 Arbitrage : Branka Maric, Zorica Masic |

### Match retour
| 12 mai 2013 18 h 00 | Metz Handball                       | 28 - 33 | Team Tvis Holstebro     | Les Arènes à Metz Affluence : 5 500 Arbitrage : Kursad Erdogan, Ibrahim Ozdeniz |
| 12 mai 2013 18 h 00 | Yvette Broch, Svetlana Ognjenović 5 | (14-15) | Kristina Kristiansen 12 | Les Arènes à Metz Affluence : 5 500 Arbitrage : Kursad Erdogan, Ibrahim Ozdeniz |
| 12 mai 2013 18 h 00 | ×3 ×5                               | Rapport | ×2 ×5                   | Les Arènes à Metz Affluence : 5 500 Arbitrage : Kursad Erdogan, Ibrahim Ozdeniz |

## Les championnes d'Europe
| Championne d'Europe de la Coupe EHF 2012-2013 Team Tvis Holstebro 1er titre |

## Statistiques
| Rang | Nom                  | Équipe              | Buts |
| ---- | -------------------- | ------------------- | ---- |
| 1    | Ann Grete Nørgaard   | Team Tvis Holstebro | 92   |
| 2    | Kristina Kristiansen | Team Tvis Holstebro | 59   |
| 3    | Marthe Reinkind      | Tertnes Bergen      | 53   |